# Алін Брош Маккена
А́лін Брош Макке́на (нар. 2 серпня 1967 у Франції) — американська сценаристка, продюсерка. Вона відома як сценаристка фільмів «Диявол носить Прада» (2006), «27 весіль» (2008), «Ранковий підйом» (2010) та «Ми купили зоопарк» (2011), а також як виконавча співпродюсерка серіалу «Божевільна колишня» («Crazy Ex-Girlfriend»), що виходить на телеканалі The CW.

## Ранні роки
Алін Брош народилася у Франції в родині французьких євреїв. Згодом родина переїхала до Нью-Джерсі, де Алін відвідувала Saddle River Day School.
Вона закінчила Гарвардський університет з відзнакою magna cum laude.

## Кар'єра
Після закінчення навчання Маккена переїхала до Нью-Йорка, шукаючи роботу у видавництві. В цей період вона пише як фрилансерка.
Сценарій, який вона написала під час шеститижневого курсу сценаристів в Нью-Йоркському університеті, допоміг їй знайти літературного агента, і в 1991 році вона переїхала до Лос-Анджелесу. У віці 26 років вона вже продала сценарій комедійного фільму і пілот телесеріалу і продовжувала писати низку сценаріїв. Вона також написала сценарій до однієї серії ситкому Маргарет Чо «All American Girl».
Її перший фільм, романтична комедія «Танго втрьох» ізНів Кемпбелл у головній ролі вийшов на екрани 1999 року.
У 2004 році вона виступила сценарісткою фільму «Закони привабливості», в якому зналися Пірс Броснан і Джуліанна Мур.
Вона адаптувала роман Лорен Вайсбергер «Диявол носить Прада» для зйомок однойменного фільму 2006 року. Режисером фільму став Девід Франкель, у головних ролях зіграли Меріл Стріп, Енн Гетевей та Емілі Блант. Незважаючи на те, що її перші два фільми були романтичними комедіями, Маккена підкреслювала, що «Диявол носить Прада» нею не є. Маккена отримала номінацію BAFTA за найкращий адаптований сценарій до цього фільму.
Вона написала сценарій до фільму «27 весіль» в 2008 році. Головну роль зіграла Кетрін Хейгл.
Її наступний фільм «Ранковий підйом» вийшов на екрани 2010 року, в головних ролях зіграли Рейчел Мак-Адамс, Гаррісон Форд і Даян Кітон. В 2011 вийшов її наступний фільм «Я не знаю, як вона це робить», з Сарою Джесікою Паркер та Пірсом Броснаном у головних ролях. Маккена жартома називає «Диявол носить Прада» , «Ранковий підйом» та «Я не знаю Як вона робить це 'The Blackberry 3', тематично зв'язане тріо фільмів із жінками, які бачать свої телефони Blackberry частіше, ніж вони бачать свої сім'ї.
Того ж року Маккена написала »Ми купили зоопарк" , адаптацію однойменного роману Бенджаміна Мі.
У 2014 році вона написала музичну комедію-драму «Енні» , зрежисовану Віллом Глюком із Quvenzhané Wallis у головній ролі. Фільм був сучасною адаптацією однойменного бродвейського мюзиклу 1977 року.
Маккена повернулася на телебачення в 2015 році, коли вона об'єдналася із співачкою та коміком Рейчел Блум, щоб створити романтичну музичну комедію-драму «Crazy Ex-Girlfriend» («Божевільна колишня»). Серіал спочатку було розроблено для Showtime, було знято півгодинну пілотну серію. Коли Showtime вирішили не продовжувати роботу над серіалом, Маккена і Блум переробили серіал для The CW, збільшивши тривалість серій до однієї години. The CW подовжив серіал на другий сезон, який розпочався 21 жовтня 2016 року, і третій сезон, який розпочався 13 жовтня 2017 року. Наразі добігає кінця четвертий і останній сезон серіалу.
У березні 2017 року Маккена підписала дворічну загальну угоду із CBS Studios (студія, що брала участь у створенні «Crazy Ex-Girlfriend») щодо розробки нових проектів для мережі та кабельного телебачення через свою виробничу компанію Lean Machine. Наступного жовтня, вона об'єдналася з Rene Gube, продюсером і актором другого плану «Crazy Ex-Girlfriend» , для створення комедії «Big Men» для CBS.
Наприкінці 2017 року Маккена разом з художником Рамоном Пересом випустила графічний роман «Джейн», сучасний переказ роману Шарлотти Бронте«Джейн Ейр» 1847 року. Графічний роман було вироблено на Boom! Studios.

### Scriptnotes
Маккена була найпершої гостею сценаристського підкасту «Scriptnotes», який ведуть John August та Крейг Мезін. Вона дебютувала у 60-му епізоді шоу на Остінському кінофестивалі в жовтні 2012 року. Вона є найчастішею гостею подкасту, яка взяла участь у більш ніж двох десятках випусків. Відзначаючи це, Крейг Мазін охрестив її 'Джоан Ріверз для Scriptnotes'. У січні 2014 року Брош Маккена виступила у ролі ведучої одного з випусків подкасту замість Мазіна.

## Фільмографія

### Кіно
| Рік  | Назва                          | Посада                            | Примітки |
| ---- | ------------------------------ | --------------------------------- | --- |
| 1999 | «Танго втрьох»                 | Співсценаристка                   | Screenplay only, разом з Rodney Patrick Vaccaro |
| 2004 | «Закони привабливості»         | Співсценаристка                   | разом з Robert Harling |
| 2006 | «Диявол носить Прада»          | Сценаристка                       | На основі роману Лорен Вайсбергер «Диявол носить Прада» Номінація BAFTA award за Найкращий адаптований сценарій                                                                                |
| 2008 | «27 весіль»                    | Сценаристка                       | |
| 2010 | «Ранковий підйом»              | Сценаристка                       | |
| 2011 | «Я не знаю, як вона це робить» | Сценаристка, виконавча продюсерка | На основі одноіменного роману Еліс Пірсон (Allison Pearson) |
| 2011 | «Ми купили зоопарк»            | Співсценаристка                   | разом з Cameron Crowe, на основі однойменного роману Бенджаміна Мі (Benjamin Mee) |
| 2014 | «Енні»                         | Співсценаристка                   | разом з Віллом Глюком (Will Gluck), на основі однойменного роману Charles Strouse, Martin Charnin та Thomas Meehan та коміксу «Сирітка Енні» (Little Orphan Annie) Гарольда Грея (Harold Gray) |
| 2021 | «Круелла»                      | Співсценаристка                   | |
| 2023 | «До тебе чи до мене»           | Режисерка, сценаристка            | |
| 2026 | Диявол носить «Прада» 2        | Сценаристка                       | |

### Телебачення
| Рік       | Назва               | Посада                                                  | Примітки                |
| --------- | ------------------- | ------------------------------------------------------- | ----------------------- |
| 1995      | All-American Girl   | Сценаристка                                             | серія «Young Americans» |
| 2015–2019 | Crazy Ex-Girlfriend | Co-creator, шоуранер, виконавча продюсерка, сценаристка |                         |